# 夏威夷英語
夏威夷英语，又稱夏威夷克里奧爾英語（英語：Hawaiian Creole English）或夏威夷皮欽語（Hawaiian Pidgin），是一种克里奥尔语（混合语），为英语在太平洋的一种皮钦语，通行于美国的夏威夷州。
英语和夏威夷语在夏威夷州同为官方语言。因此夏威夷人的日常英语中融入了大量夏威夷语元素。由于历史上曾有大量日本人、中国人、朝鲜人、菲律宾人和波多黎各人移民到夏威夷，夏威夷英语中也融入了许多日语、汉语、朝鲜语、菲律宾语和西班牙语的元素，因而独具特色。
夏威夷州的广告中常常包含有夏威夷英语，在当地的旅游景点也很常见。在夏威夷语中，这种语言被称为“ōlelo paʻi ʻai”，意思是“夏威夷芋泥語”。虽然夏威夷英语在夏威夷州使用广泛，但并非正式场合下的语言。

## 歷史
夏威夷英語起源於甘蔗種植園，是講夏威夷語的夏威夷原住民、講英語的居民和外國移民之間的一種交流方式。它取代了夏威夷原住民已經在種植園和夏威夷其他地方使用的現有皮欽語，並受其影響。由於此類甘蔗種植園經常僱傭來自許多不同國家的工人，因此需要一種通用語言，以便種植園工人與彼此及其主管進行有效溝通。夏威夷皮欽語受到了許多不同語言的影響，包括葡萄牙語、夏威夷語、美式英語和粵語。隨著其他背景的人被帶到種植園工作，夏威夷皮欽語從日語、伊洛卡諾語、沖繩語和韓語等語言中獲得了更多詞彙。在夏威夷的波多黎各定居者所說的西班牙語也對夏威夷皮欽語產生了較小程度的影響。
即使在今天，夏威夷皮欽語仍保留著這些語言的一些影響。例如，夏威夷語皮欽語中的“stay”一詞的形式和用法類似於夏威夷動詞“noho”、葡萄牙語動詞“ficar”或西班牙語“estar”，意思是“成為”，但僅在指代臨時狀態或位置。
在過去的幾十年裡，由於經濟問題，許多夏威夷居民搬到了美國本土。因此，在其他 49 個州可以找到數千名夏威夷皮欽語使用者。
從歷史上看，教師和政策制定者一直在爭論，從小說夏威夷克里奧爾英語是否會阻礙標準英語的學習。